# Lars Windfeld
Lars Windfeld, né le 7 avril 1962 à Ribe au Danemark, est un footballeur danois. Il évoluait au poste de gardien de but.

## Biographie
Après avoir évolué au AC Horsens, il joue sept saisons au AGF Århus entre 1993 et 2000. Il y dispute 221 matchs dont 196 en SAS Ligaen.
En 1995, Windfeld reçoit le titre de Det gyldne bur, élisant le meilleur gardien de but du championnat danois de l'année par le média Tipsbladet (en).
Il est notamment connu pour avoir marqué un but avec son club d'Aarhus face à Odense depuis sa propre cage grâce à un vent très fort, et pour sa prestation remarquable avec le même club face à Nantes lors d'un 32e de finale de la Coupe de l'UEFA en 1997 qui lui aura valu la note très rare dans le quotidien sportif, L'Équipe de 10/10.

## Palmarès
AGF Århus
- Vainqueur de la Coupe du Danemark (1) : 1996